# دولت نهم احمد قوام
دولت نهم احمد قوام یکی از دولت‌های دوران پادشاهی مشروطه در دورهٔ پهلوی است که از شهریور تا آذر ۱۳۲۶ فعالیت کرد. رئیس این دولت، احمد قوام بود.
با آغاز دوره پانزدهم مجلس شورای ملی، مطابق سنت پارلمانی دولت قوام مستعفی شد. با تشکیل جلسه خصوصی مجلس در روز ۷ شهریور برای بحث در مورد نخست‌وزیر آینده، ۷۸ نفر از ۱۱۶ نفر به زمامداری احمد قوام ابراز تمایل کردند. در پی آن، فرمان نخست‌وزیری قوام همان روز ۷ شهریور توسط شاه صادر شد. قوام هیئت وزیران خود را روز ۱۹ شهریور به حضور شاه و روز ۲۲ شهریور به مجلس شورای ملی معرفی کرد. مجلس شورای ملی در روز ۱۲ مهر با اکثریت ۹۳ رأی از ۱۲۰ نفر به دولت وی رأی اعتماد داد.
به‌تدریج فضای مجلس شورای ملی به مخالفت با دولت قوام تغییر جهت داد و فراکسیون‌های مخالف دولت با هم ائتلاف و عدم پشتیبانی خود از دولت قوام را اعلام کردند. استعفای دسته‌جمعی وزیران در روز ۱۲ آذر دولت قوام را بیش از پیش متزلزل ساخت. در نهایت دولت قوام روز ۱۸ آذر استیضاح شد و سقوط کرد.

## هیئت دولت
| نخست‌وزیر                 |  | احمد قوام            | ۷ شهریور ۱۳۲۶  | ۱۸ آذر ۱۳۲۶ | دموکرات | [ ۱ ] |
| وزیران                   |  |                      |                |             |         |       |
| وزیر اقتصاد ملی          |  | سید محمد سجادی       | ۱۹ شهریور ۱۳۲۶ | ۱۲ آذر ۱۳۲۶ | مستقل   | [ ۵ ] |
| وزیر امور خارجه          |  | موسی نوری اسفندیاری  | ۱۹ شهریور ۱۳۲۶ | ۱۲ آذر ۱۳۲۶ | مستقل   | [ ۵ ] |
| وزیر بهداری              |  | منوچهر اقبال         | ۱۹ شهریور ۱۳۲۶ | ۱۲ آذر ۱۳۲۶ | دموکرات | [ ۵ ] |
| وزیر پست و تلگراف و تلفن |  | جواد بوشهری          | ۱۹ شهریور ۱۳۲۶ | ۱۲ آذر ۱۳۲۶ | مستقل   | [ ۵ ] |
| وزیر جنگ                 |  | محمود جم             | ۱۹ شهریور ۱۳۲۶ | ۱۲ آذر ۱۳۲۶ | مستقل   | [ ۵ ] |
| وزیر دادگستری            |  | —                    | —              | —           | مستقل   | [ ۵ ] |
| وزیر دارایی              |  | عبدالحسین هژیر       | ۱۹ شهریور ۱۳۲۶ | ۱۲ آذر ۱۳۲۶ | مستقل   | [ ۵ ] |
| وزیر راه                 |  | غلامحسین فروهر       | ۱۹ شهریور ۱۳۲۶ | آذر ۱۳۲۶    | مستقل   | [ ۵ ] |
| وزیر فرهنگ               |  | عیسی صدیق            | ۱۹ شهریور ۱۳۲۶ | آذر ۱۳۲۶    | مستقل   | [ ۵ ] |
| وزیر کشاورزی             |  | احمدحسین عدل         | ۱۹ شهریور ۱۳۲۶ | ۱۲ آذر ۱۳۲۶ | مستقل   | [ ۵ ] |
| وزیر کشور                |  | احمد قوام            | ۱۹ شهریور ۱۳۲۶ | ۱۸ آذر ۱۳۲۶ | دموکرات | [ ۵ ] |
| وزیران مشاور             |  |                      |                |             |         |       |
| وزیر مشاور               |  | علی‌اصغر حکمت         | ۱۹ شهریور ۱۳۲۶ | ۱۲ آذر ۱۳۲۶ | مستقل   | [ ۵ ] |
| وزیر مشاور               |  | مصطفی عدل            | ۱۹ شهریور ۱۳۲۶ | آذر ۱۳۲۶    | مستقل   | [ ۵ ] |
| وزیر مشاور               |  | سید جلال‌الدین تهرانی | ۱۲ آبان ۱۳۲۶   | ۱۸ آذر ۱۳۲۶ | مستقل   |       |
| معاونان نخست‌وزیر         |  |                      |                |             |         |       |
| معاون پارلمانی           |  | ابراهیم خواجه‌نوری    | ۲۱ شهریور ۱۳۲۶ | آذر ۱۳۲۶    | مستقل   | [ ۶ ] |
| رئیس اداره‌کل تبلیغات     |  | ابراهیم خواجه‌نوری    | ۲۱ شهریور ۱۳۲۶ | آذر ۱۳۲۶    | مستقل   | [ ۶ ] |